# Toceni, Cantemir
Toceni este satul de reședință al comunei cu același nume  din raionul Cantemir, Republica Moldova.

## Istoric
Localitatea a fost întemeiată în anul 1489 în apropiere de gura de vărsare a râului Sărata:
„Din mila lui Dumnezeu, noi, Ștefan voievod, domn al Țării Moldovei. Facem cunoscut, cu această carte a noastră, tuturor celor care o vor vedea sau vor auzi citindu-se, că au venit, înaintea noastră și înaintea tuturor boierilor noștri moldoveni, Nastea și fratele ei, Toma, și sora lor, Ilca, fiii lui Coste, nepoții lui Oană vornic, și Ana și fratele ei, Sima, fiii lui Lazor, de asemenea nepoți ai lui Oană vornic, de bunăvoia lor, nesiliți de nimeni, nici asupriți, și au vândut ocina lor dreaptă, din uricul bunicului lor, Oană vornic, pe care l-a avut el de la bunicul nostru, Alexandru voievod, o bucată de pământ din hotarul Alboteștilor, la gura Săratei, loc de sat, slugii noastre, pan Lupe armaș, pentru 80 de zloți tătărești.

...

Deci noi, văzând buna lor voie și tocmeală și plată deplină, noi și de la noi i-am dat și i-am întărit slugii noastre, pan Lupe armaș, acea mai sus spusă bucată de pământ din hotarul Albotestilor, loc de sat, la gura Săratei, si acea seliște peste Prut, unde a fost Târgul Săratei, mai sus de gura Săratei, să-i fie de la noi uric și cu tot venitul lui, ...

...

A scris Toader, la Suceava, în anul 6997 <1489> martie 13.”
Numele satul este atestat pentru prima dată la 1 iulie 1519 într-un prin care Ștefăniță Vodă cel Tânăr întărește lui Toader, pârcălabul de Cetatea Nouă, mai multe locuri peste Prut, inclusiv satul Toceanii, cumpărate cu 150 de zloți tătărești.
În anul 1817 în localitate este ridicată o biserică de lemn.

## Demografie

### Structura etnică
Structura etnică a satului Toceni conform recensământului populației din 2004:
| Grup etnic                                               | Populație | % Procentaj  |
| -------------------------------------------------------- | --------- | ------------ |
| Băștinași declarați Moldoveni Băștinași declarați Români | 844 13    | 94,94% 1,46% |
| Ucraineni                                                | 11        | 1,24%        |
| Bulgari                                                  | 9         | 1,01%        |
| Ruși                                                     | 8         | 0,90%        |
| Găgăuzi                                                  | 3         | 0,34%        |
| Alții                                                    | 1         | 0,11%        |
| Total                                                    | 889       |              |